# Alexander Wassiljewitsch Samsonow

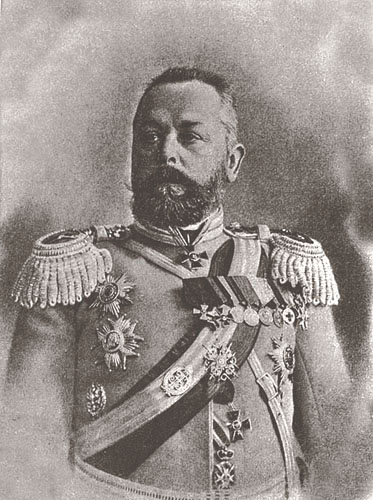
Alexander Wassiljewitsch Samsonow

Alexander Wassiljewitsch Samsonow (russisch Александр Васильевич Самсонов, wiss. Transliteration Aleksandr Vasil'evič Samsonov; * 2. Novemberjul. / 14. November 1859greg. im Gouvernement Jekaterinoslaw; † 17. Augustjul. / 30. August 1914greg. bei Willenberg) war ein General der russischen Armee.
Als anfänglicher Befehlshaber der russischen 2. Armee im Ersten Weltkrieg beging Samsonow nach einer schweren Niederlage in der Schlacht bei Tannenberg noch im ersten Kriegsmonat Suizid.

## Militärkarriere
Seine Ausbildung an der Kavallerieschule der russischen Armee beendete er 1877. Im Jahre 1884 verließ er nach erfolgreicher Ausbildung die Akademie des Generalstabes. Im Russisch-Japanischen Krieg (1904/05) war er Kommandeur einer Kavallerie-Division. 1906 wurde er zum Chef des Stabes im Militärbezirk Warschau berufen. Ab 1909 war er Generalgouverneur in Turkestan. Dort war er hauptsächlich mit Verwaltungsaufgaben beschäftigt. 
Zu Beginn des Ersten Weltkrieges im Juli 1914 erhielt er im Zuge der russischen Mobilmachung das Kommando über die sich im Raum Warschau versammelnde 2. Armee. Der zum General der Kavallerie beförderte Samsonow rückte als Oberbefehlshaber der 2. (Narew-Armee) von Süden her über den Narew in Ostpreußen ein. In der Schlacht bei Tannenberg vom 26. bis zum 30. August 1914 wurde die Masse seiner Truppen durch die deutsche 8. Armee unter General von Hindenburg eingekesselt und ging großteils in Gefangenschaft.

## Tod

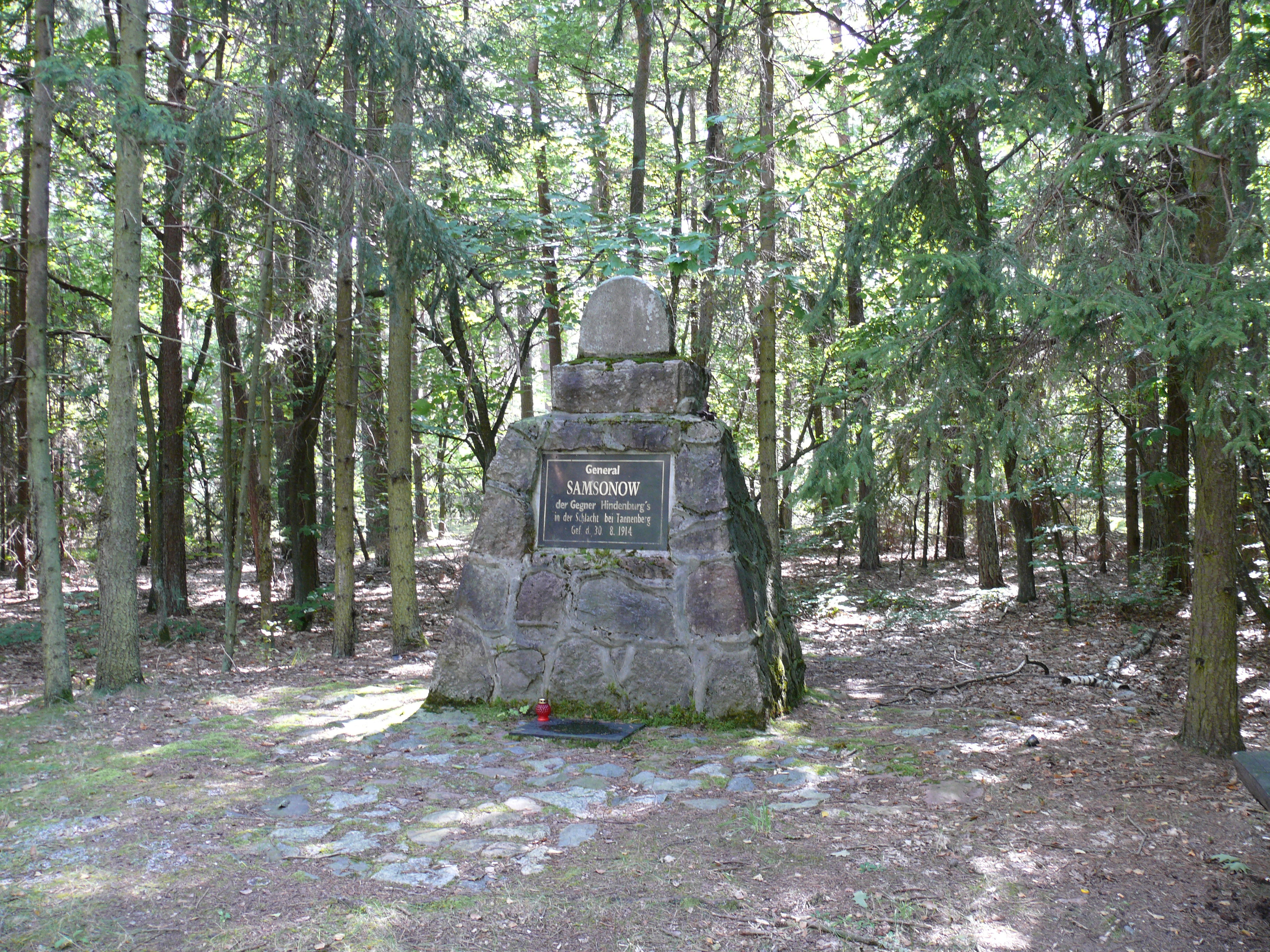
Samsonow-Stein

Nach der vernichtenden Niederlage seiner Armee gegen die Deutschen erschoss sich General Samsonow in aussichtsloser Lage am 30. August 1914 im Wald bei Willenberg. 
Der Leichnam General Samsonows wurde zunächst von den Dorfbewohnern nicht erkannt und so begrub man ihn wie alle anderen Gefallenen auf dem Schlachtfeld in einem einfachen Soldatengrab. Erst später, bei Verlegung der verstreut liegenden Gräber in Soldatenfriedhöfe, wurde er erkannt. Man identifizierte ihn anhand eines Amuletts, das er um seinen Hals trug. Auf Betreiben seiner Frau wurden seine Gebeine 1916 nach Russland überführt. Am Fundort wurde später eine kleine Pyramide – der sogenannte Samsonow-Stein – errichtet.